# Wim Hof
Wim Hof (Sittard, 20 april 1959), bekend onder de naam "The Iceman", is een Nederlander die diverse kouderecords op zijn naam heeft staan. Hof ontwikkelde een methode waardoor naar zijn zeggen mensen hun zenuwstelsel en immuunstelsel zouden kunnen beïnvloeden en waardoor ze beter bestand zouden kunnen zijn tegen koude, de 'Wim Hof Methode' (WHM).

## Levensloop
Wim Hof is onderdeel van een eeneiige tweeling. Hij groeide op in een katholiek gezin met negen kinderen, onder wie zijn oudere broer, documentairemaker Rob Hof. Hij ging naar de lagere technische school en raakte, naar eigen zeggen vanaf zijn twaalfde geïnteresseerd in allerhande culturen en talen, maar ook in vormen van esoterisch gedachtegoed en religies, waaronder boeddhisme, hindoeïsme, natuurreligies van Indianen en Masai.

## Extreem sporter
Hof zegt extreme kou te kunnen weerstaan en beheerst op dit vlak verscheidene disciplines. In mei 2007 staakte hij op een hoogte van 7400 meter met bevroren tenen een recordpoging. In korte broek en op sandalen zou hij de top van de Mount Everest hebben willen bereiken. Het is daar tussen 25 en 30 graden onder nul. Hij haalde voordien negen keer het Guinness Book of Records en deze expeditie had de tiende moeten worden.
Hof beklom eerder blootsvoets besneeuwde bergen en overwon zonder hulpmiddelen of beveiliging steile wanden. Eind 1998 zwom hij op de Noordpool, gekleed in niet meer dan een zwembroek, onder een veertig centimeter dikke ijslaag door. In maart 1999 zwom hij onder vijftig meter poolijs door. In februari 2000 probeerde hij in Finland bij twintig graden onder nul honderd meter onder ijs te zwemmen. Hij kan naar eigen zeggen gedurende ruim zes minuten zijn adem inhouden. Op 16 maart 2000 zwom  Hof, nabij Kolari, 57,5 meter onder een ijslaag door.
Op 26 januari 2007 liep The Iceman in Finland, nabij Oulu, een halve marathon op blote voeten, boven de poolcirkel bij temperaturen tussen de twintig en dertig graden Celsius onder nul. Hij liep tweedegraads bevriezingen op aan zijn voeten en werd na afloop behandeld in het ziekenhuis van Kolari. De tijd van 2 uur 16 minuten en 34 seconden werd erkend als een Guinness World Record. Deze poging werd opgenomen door Discovery Channel voor het programma ‘The Real Superhumans and the Quest for the Future Fantastic’ dat op 4 november 2007 werd uitgezonden. Dit record werd in 2021 verbroken door Josef Šálek, in Pelhřimov (Tsjechië) met een tijd van 1:36:21.
In juni 2007 verbeterde Hof het wereldrecord in-ijs-staan. In het ijsberenverblijf van Ouwehands Dierenpark stond hij 70 minuten en 35 seconden tot aan zijn kin in een bak met ijsblokjes. Dit record werd op 21 april 2008 verbeterd door de 43-jarige Chinees Jintu Wang, die het anderhalf uur uithield in een ijstank in Beijing. Op 5 september 2020 zette de Oostenrijker Josef Koeberl het record op 2 uur, 30 minuten en 57 seconden. Het ijs reikte echter niet helemaal tot zijn schouders. Dit record werd weer verbroken in december 2020 door de Fransman Romain Vandendorpe met een tijd van 2:35:10.
Begin 2009 liep Hof in Tanzania nagenoeg naakt en bij vijftien graden onder nul naar de top van de 5892 meter hoge Kilimanjaro. Begin 2014 beklom Hof wederom in korte broek de Kilimanjaro. Samen met 26 volgers behaalde hij de top binnen 48 uur.
Herhaaldelijk heeft Hof beweerd 21 tot 26 Guinness World records te hebben, maar Hof heeft slechts drie verschillende wereldrecords in handen gehad. De hogere aantallen kunnen worden toegeschreven aan het keer op keer verbreken van het record in-ijs-staan.
Eind 2008 liet Hof weten dat hij niet langer een "kermisattractie" wilde zijn, maar "de mensheid wil dienen" door zijn sporttechnieken op anderen over te brengen. Maar op 26 maart 2010 kwam hij terug op zijn eerdere uitspraken en stond hij gedurende 1 uur, 44 minuten en 12 seconden opnieuw tot aan zijn kin in een bak met ijsblokjes. In juli 2010 verbrak hij dit record met tien seconden, deze keer gekoppeld aan een reclame van het energiebedrijf NUON. Het toen behaalde record van 1 uur, 44 minuten en 22 seconden verbeterde hij op 1 januari 2011 tot 1 uur en 50 minuten in Hong Kong, met de motivering aandacht te willen vestigen op global warming.

## Methode
Hof beweert ervan overtuigd te zijn dat mensen hun zenuwstelsel kunnen beïnvloeden met hun geestelijke vermogens. Hij ontwikkelde een leerschool voor het beïnvloeden van het cardiovasculaire systeem. In zijn 'Wim Hofmethode' combineert hij ademhalingstechnieken en de overtuiging dat het lichaam meer kan dan gedacht met koudetrainingen die bestaan uit een geleidelijke gewenning aan koude omgevingen. Daarbij borduurt hij voort op de Aziatische meditatietechniek Tumo, die volgens hem helpt "om vanuit je zenuwstelsel warmte te genereren door middel van je wil en ademhaling". Daarmee zou er meer zuurstof in het bloed opgenomen worden, wat het centraal zenuwstelsel zou beïnvloeden. Volgens Hof kan zuurstof hierdoor in het gehele lichaam terechtkomen en deze alkalisch maken.
Hof beweert met zijn methode reuma- en diabetespatiënten te kunnen behandelen en zegt dat zijn methode ook in brede zin een heilzame werking heeft. Hij stelt dat iedere ziekte zijn oorsprong heeft in een uit balans geraakt immuunsysteem en dat 90% van alle ziekten is te genezen. Onderzoekers van het Radboudumc concludeerden in 2014 dat dit onterechte gezondheidclaims zijn en patiënten valse hoop biedt.

### Invloed op immuunsysteem (2010-2014)
Sinds 2010 werd Hof onderzocht door onderzoekers van het academisch ziekenhuis UMC St Radboud in Nijmegen om te achterhalen hoe hij tot zijn prestaties kwam. Tijdens een experiment waarbij Hof in een ijsbad plaatsnam, terwijl hij zijn meditatie uitvoerde, werden testen uitgevoerd bij toediening van endotoxine. Zijn lichaam liet bovengemiddelde cortisolwaarden zien. Ook was zijn immuunreactie vijftig procent lager in vergelijking met de gemiddelde mens en maakte zijn lichaam een derde minder ontstekingseiwitten aan.
Hoewel Hof beweerde dat hij zijn autonoom zenuwstelsel en afweerreactie kon beïnvloeden door concentratie en meditatie, was een bevinding bij een enkel persoon geen wetenschappelijk bewijs dat meditatie het autonome zenuwstelsel en de immuunrespons kan beïnvloeden. De onderzoekers stelden voor om in een vervolgonderzoek door Hof getrainde proefpersonen te vergelijken met gewone proefpersonen. Dit onderzoek werd uitgevoerd met een interventiegroep van twaalf proefpersonen die door hem waren getraind en een controlegroep van twaalf niet-getrainde proefpersonen die endotoxine van de bacterie Escherichia coli in de bloedbaan kregen toegediend. De getrainde proefpersonen van de interventiegroep deden ademhalingsoefeningen die zorgden voor een zuurstoftekort in de weefsels (hypoxie) en het meer basisch worden van het lichaam (alkalose), waardoor de adrenalineniveaus stegen tot niveaus die hoger waren dan gebruikelijk is voor een persoon die voor de eerste keer bungeejumpt. Daarop werden meer ontstekingsmediatoren, waaronder interleukine-10 aangemaakt. Deze groep vertoonde minder ziektesymptomen dan de controlegroep. De resultaten hiervan gaven de indicatie dat getrainde personen hun immuunrespons kunnen beïnvloeden.
Volgens Wouter Van Marken Lichtenbelt toonde dit onderzoek "onomstotelijk" aan dat het immuunsysteem te beïnvloeden was via de Wim Hof-methode, maar kon nog niet vastgesteld worden welk onderdeel dit bewerkstelligde. Ook zou het mogelijk zijn dat de ademhalingstechniek zorgt voor een acuut effect op het autonoom zenuwstelsel waardoor extra adrenaline vrij komt. Volgens de onderzoekers Kox en Pickkers was het al bekend dat een diepe ademhaling, afgewisseld met het lang vasthouden van de adem, zorgt voor een sterke wisseling van de zuurgraad en het zuurstofgehalte in het bloed. Ook was al bekend dat een hoog adrenalineniveau de werking van het immuunsysteem remt. Volgens onderzoeker Pickkers ging het dus om lichamelijke stress die niets te maken had met de psyche. Wetenschapsjournalist Marcel Hulspas maakte de kanttekening dat de aangetoonde verlaagde afweerreactie, niet betekent dat Hof minder vatbaar is voor ziekte.

### Bruin vetweefsel (2014)
Uit een volgend onderzoek aan de Universiteit van Maastricht bleek dat zijn eeneiige tweelingbroer even goed tegen kou kan. Zijn broer volgde niet Wim Hofs koudetraining maar was wel getraind in dezelfde ademhalingstechniek. De onderzoekers bevonden dat beiden bij een lage temperatuur een gelijke maar bovengemiddelde hoeveelheid bruin vet activeerden en meer lichaamswarmte produceerden dan andere proefpersonen, hoewel hun lichamen niet over bovengemiddeld bruin vet beschikten. Onderzoeker Wouter van Marken Lichtenbelt zei over de aanwezigheid en activatie van het bruinvet: "Dit lijkt toch meer een kwestie van aanleg dan van de training te zijn". De onderzoekresultaten duidden er verder op dat de krachtige, statische samentrekking van de ademhalingsspieren tijdens de ademhalingsmethode zorgen voor de vergrote hitteproductie. De onderzoekers constateerden ook een verhoogde glucoseopname in de ademhalingsspieren.

## Kritiek
Hof is bekritiseerd om zijn uitspraken. Hij beweerde dat mensen met reuma, multiple sclerose en zelfs kanker baat zouden kunnen hebben bij zijn methode. Zijn onderzoekers Pickkers en Kox hadden hem gewaarschuwd voor het postuleren van dergelijke gezondheidsclaims die volgens hen niet gerechtvaardigd zijn. Tevens vertelde Hof aan de media dat het onderzoek uitwees dat zijn lichaam bacteriën eerder kon uitschakelen, hoewel dit geen conclusie van het onderzoek was.

### Risico op verdrinken
Door de ademhalingsoefeningen kan zich een soort hyperventilatie voordoen waarbij men voor korte tijd bewusteloos wordt. Wanneer dit onder water gebeurt, kan er een zogenaamde shallow water blackout optreden, mogelijk met dodelijke afloop.  Dit is vooral bekend onder duikers en zwemmers. In artikelen in Het Parool (mei 2016 en juli 2016) werd melding gemaakt van het overlijden van een viertal beoefenaars van de Wim Hof Methode. Dat dit overlijden door verdrinking kwam werd in enkele gevallen bevestigd in autopsierapporten. Nabestaanden vermoeden een verband tussen het doen van de ademhalingsoefeningen in water en het verdrinken, en waarschuwen hiervoor. Wim Hof en de Wim Hof Methode website adviseert de oefeningen op een veilige manier en locatie te doen.
In december 2022 spande advocaat Raphael Metzger, CEO van Metzger Lawfirm en de vader van een zeventienjarige dochter in Californië die verdronk in augustus 2022, een civiele rechtszaak aan tegen zijn ex-vrouw, Wim Hof en diens bedrijf Innerfire omdat hij een verband legt met toepassing van de Wim Hof Methode ademhalingsoefeningen in water. Hij eiste een schadevergoeding van 67 miljoen dollar en het stopzetten van promotie voor de methode in de Verenigde Staten. De eis werd 2 juli 2024 door de rechter afgewezen.
De Amerikaanse onderzoeksjournalist Scott CarneyIn bracht in 2023 een documentaire uit waarin de dood van dertien mensen in verband wordt gebracht met het beoefenen van de Wim Hof-methode.

## Speelfilm
De Britse productiemaatschappij Genesius Pictures begon in de eerste helft van de jaren twintig plannen te maken voor een speelfilm over Hof. Voor de hoofdrol werd de Britse acteur Joseph Fiennes (The Handmaid’s Tale, Shakespeare in Love) aangetrokken. "Ik ben vereerd dat ik de grote Wim Hof mag spelen", zei Fiennes daarover. Volgens de productiemaatschappij zou het een "inspirerende", "ontroerende" en "bij vlagen oergeestige" film gaan worden.
Nadat op 28 september 2024 in de Volkskrant een achtergrondartikel verscheen over volgens de krant door Hof gepleegd huiselijk geweld werd de productie stopgezet, vooralsnog tijdelijk. Als reden werd gegeven "de ernst van de beschuldigingen".

### Bestseller 60
| Boeken met noteringen in de Nederlandse Bestseller 60 | Jaar van verschijnen | Datum van binnenkomst | Hoogste positie | Aantal weken | Opmerkingen                         |
| ----------------------------------------------------- | -------------------- | --------------------- | --------------- | ------------ | ----------------------------------- |
| Koud kunstje                                          | 2015                 | 22-04-2015            | 5               | 8            | in samenwerking met Koen de Jong    |
| De Wim Hof methode                                    | 2020                 | 18-11-2020            | 3               | 27           | In samenwerking met Dr. Elissa Epel |

## Persoonlijk
Hofs eerste vrouw, met wie hij vier kinderen kreeg, beëindigde haar leven in 1995. Uit latere relaties kreeg Hof tot in 2018 nog twee kinderen. In 2012 werd Hof veroordeeld tot een taakstraf van 40 uur en een geldboete van 350 euro voor huiselijk geweld tegen de zoon van zijn toenmalige partner. Daarnaast werd hem een tijdelijk huisverbod opgelegd door de waarnemend burgemeester van Amsterdam.